# Mehdi Alaoui Mdaghri
 (août 2020).
 (juillet 2016).
Mehdi Alaoui Mdaghri, né le 6 septembre 1972 à Casablanca, est un acteur associatif et entrepreneur marocain. Il préside l’Association Planète citoyenne et a fondé la société Eganeo. Il est à l’origine de la création de plusieurs événements sur le territoire marocain, tels le Forum de la mer ou le Morocco Solar Festival.

## Biographie
Mehdi Alaoui Mdaghri nait le 6 septembre 1972 à Casablanca, d’un père universitaire et homme politique, Driss Alaoui M'Daghri, et d’une mère enseignante.
Il passe son baccalauréat B au Lycée Descartes de Rabat en 1991, après quoi il ira à Montréal où il obtiendra un certificat de compétences en anglais à l'université Concordia, puis à Paris pour poursuivre ses études à l’École Lincoln International Business School. 
À son retour au Maroc en 1995, il se lance dans l’entrepreneuriat et crée sa première entreprise Alabel qui commercialise des modems US Robotics, avant de diversifier leur activité en se lançant dans la téléphonie mobile et les kiosques téléphoniques, puis dans la formation. 
En 2001, Mehdi Alaoui Mdaghri part pour l’Espagne afin d’intégrer la Euro Arab Management School de Grenade où il obtiendra un master en gestion interculturelle. Il intègre ensuite Xerox Afrique du Nord et de l’Ouest en tant que responsable régional grands comptes, jusqu’en 2003. 
En 2004, il s’envole vers l’Italie en tant que doctorant chercheur en e-business à l’Université de Lecce, université partenaire du MIT. Sa thèse portera sur le sujet : « Roadmap to Success : Transition from Traditional Business Models to e-Business Models in The Tourism Field. Some Empirical Evidence about SMTEs in Morocco ».
Trois ans plus tard (en 2007), il intègre la société Digimind en tant que directeur régional chargé de l'Europe du Sud, de l'Afrique et du Moyen-Orient.  
En 2009, il crée l’ONG Planète citoyenne ayant pour objectif de promouvoir le développement durable et sensibiliser à la protection de l’environnement. S’ensuivent l’organisation et la participation de l’association à divers évènements : le festival de Dakhla et de Lalla Takerkoust, sorties thématiques, diffusion de films, conférences... Il se prononce contre le recours à l'énergie nucléaire au Maroc.
En 2010, Mehdi Alaoui Mdaghri crée Eganeo, un cabinet de Cabinet de conseil spécialisé en conception et organisation d'événements liés au développement durable. 
Il lance Follow the Green Stars en 2012, suivi du Forum de la mer en 2013 et de la Fête de la musique et des sports ainsi que du Morocco Solar Festival en 2014,,.

## Projets
Avec son association Planète citoyenne et sa société Eganeo, Mehdi Alaoui Mdaghri est à l’origine de plusieurs évènements d’envergure sur le territoire marocain, dont les principaux sont les suivants : 

### Forum de la mer
Mehdi Alaoui Mdaghri co-crée le Forum de la mer avec Caroline Ceccaldi, sa partenaire associée en 2013. L’événement a lieu depuis tous les ans au mois de mai dans la ville d’El Jadida, ville côtière marocaine. Le Forum de la Mer a obtenu le label COP22 en 2016.

### Morocco Solar Festival
Mehdi Alaoui Mdaghri s’associe en 2014 avec Patrick Bauer (Fondateur du Marathon des Sables) pour créer le Morocco Solar Festival. 
Le Morocco Solar Festival est un festival marocain engagé dans le développement durable, autour de l’énergie solaire et plus généralement des énergies renouvelables.
Le festival a lieu pour sa première édition du 17 au 19 octobre 2014 à Ouarzazate. Entre découverte du potentiel de l’énergie solaire, présentation d’innovations liées à l’énergie solaire et aux énergies renouvelables, représentation artistiques et activité culturelles, le festival accueille plus de 10000 visiteurs chaque année,.